# Negerkönig
Negerkönig ist ein Wort für monarchische Herrscher Afrikas. Der Ausdruck ist heute gänzlich veraltet und nicht politisch korrekt.
Schon im beginnenden Kolonialismus der frühen Neuzeit galten gewisse Konventionen, die die Vorläufer des heutigen Völkerrechts darstellen. Durch einfache Flaggensetzung „für Gott und Krone“ in Besitz genommen konnten nur Landgebiete, die tatsächlich neu (für Europa) entdeckt wurden. Andernorts musste die Legitimität einer Niederlassung durchaus urkundlich bewiesen werden, um in bilateralen Verhandlungen oder vor schiedsgerichtlichen Instanzen wie dem Heiligen Stuhl in Rom bestand zu haben, also Verträge wie durch Kauf, Pacht, Schenkung, durch freiwillige Unterschutzstellungen – seien sie auch von schriftunkundigen Kulturen erschlichen oder durch militärische Maßnahmen erpresst – oder eine (in europäischen Augen) rechtmäßige militärische Eroberung.
Dies galt insbesondere für den afrikanischen Kontinent, der ja unstrittig von alters her bekannt war, also nicht „entdeckt“ werden konnte. Diese politischen Erwägungen flossen auch in die frühe wissenschaftliche Länderkunde ein, als Afrika im späteren 17. Jahrhundert erstmals europäischerseits ethnographisch genauer beschrieben wurde, insbesondere Subsahara-Afrika, das „unbekannte“ südliche Afrika abseits des Maghreb im Mittelmeerraum, der ja in der europäischen Kulturtradition durch die Römerzeit präsent war. Dabei wurde schon früh beschrieben, dass es durchaus auch dort größere vollständig souveräne staatsähnliche Gebilde gab. Für die Oberhäupter dieser Territorien hatte man folglich kein anderes Wort als die Entsprechung zum König europäischen Verständnisses,
der im System des Feudalismus keiner weiteren weltlichen Macht unterstand. Daher bildete sich in der Ethnographie und politischen Geographie der Begriff „Negerkönig“ und „Negerkönigreich“. So findet sich beispielsweise das Oberhaupt des  – so genannten – „König“-Reichs Kongo erwähnt,
aber auch die Häuptlinge andere Stämme. Übertragen wurde der Ausdruck dann auch auf von den europäischen Kolonialverwaltungen eingesetzte Marionettenregierungen, wie auch die Anführer von Unabhängigkeitsbewegungen schwarzer Gruppen in Afrika und den beiden Amerikas (beispielsweise die Führer Toussaint und Dessalines des kurzlebigen – als solches selbsternannten – „Kaiser-“Reichs Haiti 1804).
Entsprechend finden sich auch englisch Negro king oder französisch Roy nègre.
Daneben findet sich das Wort für Balthasar, denjenigen der Heiligen Drei Könige, der dunkelhäutig dargestellt wird, auch um die afrikanische Urchristenheit zu repräsentieren. Daher findet sich der Negerkönig in der kunstgeschichtlichen Ikonographie sowohl als Heiliger König, wie als Symbol der Heiden.
Heute gilt der Ausdruck als fachsprachlich völlig untauglich. Zum einen ist „Neger“ für Schwarze nunmehr ein Ethnophaulismus, zum anderen werden – bis auf einige Bezeichnungen für bestehende Monarchien oder solche, die sich schon im 19. Jahrhundert völkerrechtlich etabliert haben – für Amtstitel nicht mehr die Bezeichnungen der christlich-europäischen Tradition auf andere Kulturen übertragen, die landessprachlichen Ausdrücke werden zunehmend unübersetzt im Sinne eines Fachvokabulars verwendet. Allgemein findet sich eher Stammeshäuptling und Ähnliches.
In der Heraldik wird die Figur eines Schwarzen mit Krone von alters her korrekt blasoniert als Mohrenkönig oder gekrönter Mohr bezeichnet (das Wort steht zu Mauren), diese Bezeichnungen findet sich heute auch sonst in der Kunstgeschichte.
In Diskussion geriet das Wort wieder in den 2010ern, es findet sich in Astrid Lindgrens populärem Kinderbuch Pippi Langstrumpf für ihren Vater (im schwedischen Original Pippi Långstrump: „negerkung“) – der Oetinger-Verlag ersetzte es in seiner deutschen Übersetzung durch „Südseekönig“ (siehe dazu Neger: Kontroverse um die Verwendung in Literatur und Produktnamen).